# Polyphénisme
Pour les articles homonymes, voir Polymorphisme.

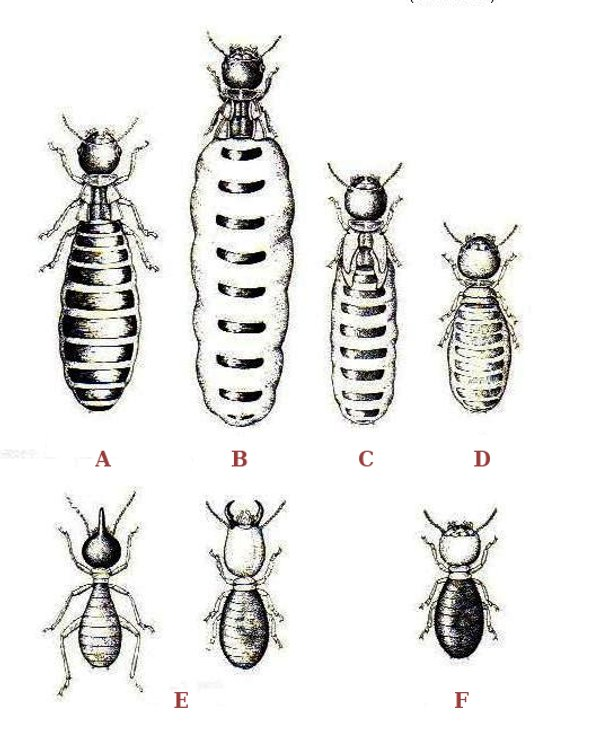
Polyphénisme chez le termite Nasutitermes : A. le roi ; B. la reine ; C & D. les reines de remplacement ; E. les soldats ; F. l'ouvrier

Le polyphénisme est la propriété des espèces animales qui se présentent sous plusieurs formes différentes, à un même stade de développement ou plus généralement, à la fin de leur développement. Il est à distinguer du polymorphisme génétique en ce que celui-ci dépend de variation génétiques au sein d'une population ou d'une espèce, tandis que le polyphénisme est l'expression de phénotypes différents à partir du même matériel génétique (ou génotype). Les exemples de polyphénisme sont un domaine majeur d'études d'épigénétique.
Le dimorphisme sexuel peut être considéré comme l'exemple le plus simple et le plus répandu de polyphénisme, puisqu'il correspond à deux formes différentes, chez l'adulte, dans de nombreuses espèces. Toutefois, la notion de polyphénisme ne prend vraiment son intérêt qu'au-delà de deux formes. 
On rencontre notamment un tel polyphénisme chez les insectes sociaux, par exemple chez les termites, qui à côté des adultes reproducteurs, mâle (roi) et femelle (reine), présentent également des soldats et/ou des ouvriers, eux-mêmes parfois sous plusieurs formes différentes, et qui, après disparition des adultes fondateurs, peuvent également générer des adultes de remplacement (ou néoténiques).
Lorsqu'il s'agit de variations limitées en fonction des conditions de milieux, le phénomène est plutôt dénommé plasticité phénotypique.

## Polyphénisme et métamorphose
Il importe de bien distinguer ces deux notions, d'autant qu'elles ne sont pas exclusives. Durant le développement par métamorphose, un même individu se présente sous plusieurs formes différentes au cours de sa vie (par exemple, un insecte pourra successivement être larve puis nymphe puis adulte); mais ceci ne correspond pas à du polyphénisme : on ne parle de polyphénisme que lorsqu'un individu peut se présenter sous plusieurs formes au même stade de développement, plus particulièrement au stade final.
Le polyphénisme n'implique pas nécessairement une métamorphose : dans le cas du dimorphisme sexuel humain par exemple, le développement se fait progressivement. En revanche, il est possible que les phénomènes de la mue et de la métamorphose des insectes aient favorisé le polyphénisme, qui est apparu fréquemment chez ces animaux [réf. nécessaire].

## Exemples de polyphénisme

### Criquet solitaire ou grégaire

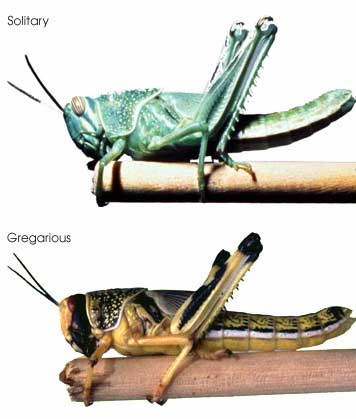
Polyphénisme chez le criquet pèlerin : en haut, la forme solitaire ; en bas, la forme grégaire.

Chez les criquets, un polyphénisme apparait en fonction des conditions extérieures. Si les criquets sont peu nombreux et la végétation peu abondante, ils se trouvent sous la forme solitaire, caractérisée par une coloration verte. Mais si les conditions sont favorables, ils deviennent plus nombreux et prennent alors la forme grégaire, caractérisée par des colorations brunes et jaunes et un comportement de groupe qui les pousse, lorsqu'ils sont adultes, à s'envoler en essaims dévastateurs. Ces différentes formes intéressent aussi bien les larves que les adultes, mâles et femelles. Les populations de criquets se trouvent soit en phase solitaire, soit en phase grégaire : on parle ainsi de polyphénisme phasaire.
Notons que ce polyphénisme est à la fois anatomique et comportemental.

### Castes de termites et de fourmis

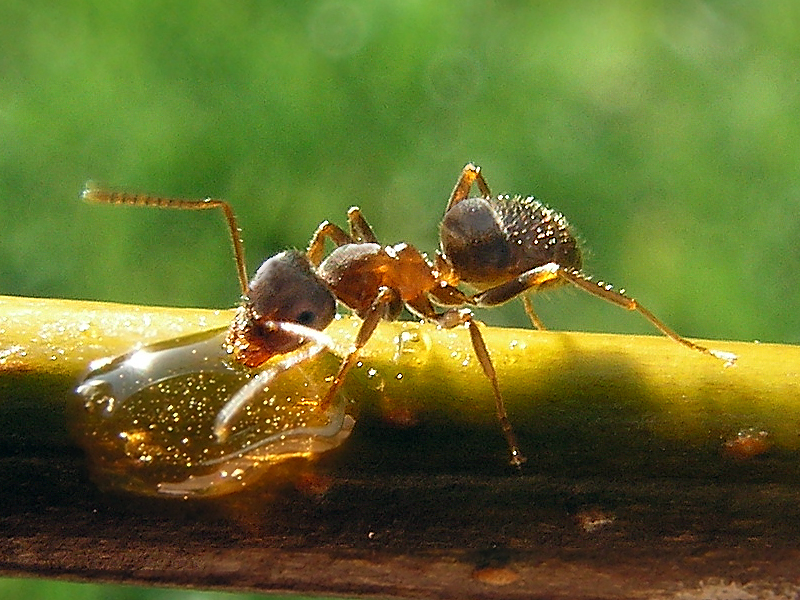
Ouvrière de Lasius niger

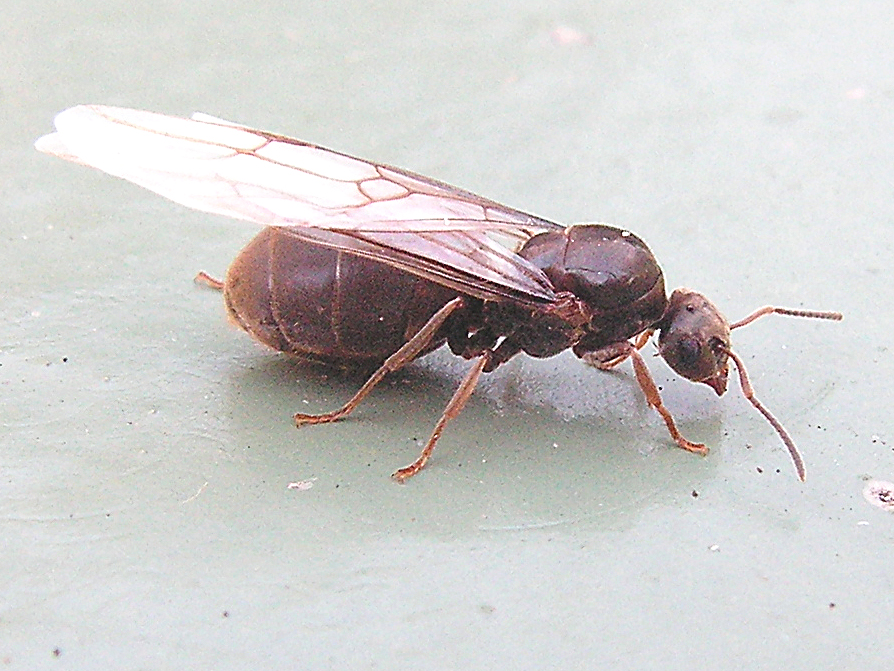
Reine de Lasius niger peu avant de perdre ses ailes

Les termites, qui sont des insectes sociaux, utilisent le polyphénisme pour former des castes qui permettent une division du travail et une hiérarchie sociale. Une société est en fait une famille nombreuse, formée par un couple fondateur, appelés roi et reine. Ces insectes ailés s'éloignent de leur colonie de naissance après un vol nuptial et s'accouplent. Peu de temps après, ils perdent leurs ailes et creusent dans le sol un terrier qui sera le point de départ de la termitière. Les premiers œufs sont pondus, qui donnent naissance à des larves dont le développement conduira à des individus très différents des parents, blancs, aveugles, sans ailes, que l'on appelle ouvriers, et qui prennent en charge la récolte de nourriture et l'agrandissement de la termitière. Plus tard, apparaitront les premiers soldats, destinés à défendre la termitière de ses ennemis. Les soldats ont généralement une plus grande taille que les ouvriers, des mandibules hypertrophiées, parfois une tête en forme de poire destinée à projeter de la glu sur tout assaillant. Ouvriers et soldats sont stériles (ils sont dits neutres), mais leurs larves peuvent évoluer en sexués de remplacement (appelés néoténiques), en cas de disparition du couple royal.
Les fourmis possèdent aussi des individus reproducteurs (mâles et femelles) et d'autres travailleurs et soldats (seulement femelles), certaines espèces ont aussi de différentes castes d'ouvrières qui de différencient par leur taille et la forme de leur tête. Ces différences entraînent des spécialisations dans les tâches.
Contrairement au cas des criquets, de nombreuses formes différentes sont donc présentes en même temps dans la société de termites. Ce n'est que lorsque la colonie aura atteint une taille importante que de nouveaux ailés se formeront et partiront de leur termitière pour fonder de nouvelles colonies.

### Puceron sexué ou parthénogénétique
Les pucerons (Aphidoidea) adultes, mâle et femelle, ont typiquement des ailes et se reproduisent par reproduction sexuée. Mais celle-ci n'est pas le mode le plus fréquent de reproduction, car les pucerons se multiplient aussi par parthénogenèse aboutissant à des générations de femelles particulières, de forme différente, sans aile. Chez les pucerons, contrairement aux cas précédents, le polyphénisme est dérivé d'un mécanisme particulier de reproduction et il n'est pas lié à un comportement social.

### Couleur et réchauffement climatique
Le polyphénisme de couleur permet le camouflage. Ainsi, certaines chenilles changent de couleur selon la température, un dispositif contrôlé par des hormones . De nombreuses espèces vivant en milieu arctique présentent un polyphénisme de couleur, tels les renards polaires qui deviennent blancs, mais aussi les lemmings arctiques,  certaines belettes, les hermines, certains lièvres (les lièvres d'Amérique, les blanchons, les lièvres arctiques, ou encore les lièvres de Townsend) ainsi que le hamster russe . Ces changements de couleur dépendent souvent, en grande partie, de la durée des jours, conduisant ainsi, de plus en plus en raison du réchauffement climatique, à des hiatus (des renards devenant blancs alors qu'il n'y a pas de neige) .